# Orthologous MAtrix
OMA (Matrix orthologa) és una base de dades d'ortòlegs extreta de genomes complets disponibles]. Les prediccions ortològiques d'OMA estan disponibles en diverses formes:
- OMA Pairs: per a un gen donat, es proporciona una llista d'ortòlegs predits en altres espècies.
- OMA Groups: un conjunt de gens de diferents espècies que són tots ortòlegs.
- OMA Hierarchical Groups: el conjunt de tots els gens que han evolucionat a partir d'un sol gen ancestral en un rang determinat de taxonòmica.
- OMA Genome Pair view: la llista de tots els ortòlegs predits entre dues espècies.